# Теллурид вольфрама(IV)
Теллурид вольфрама(IV) — неорганическое соединение, соль металла вольфрама и теллуроводородной кислоты с формулой WTe2,
серые кристаллы,
не растворимые в воде.

## Получение
- Реакцией чистых веществ в инертной атмосфере:

{\displaystyle {\mathsf {W+Te\ {\xrightarrow {750^{o}C}}\ WTe_{2}}}}

## Физические свойства
Теллурид вольфрама(IV) образует серые диамагнитные кристаллы
гексагональной сингонии.
Не растворяется в воде.

## Химические свойства
- Окисляется при нагревании на воздухе:

{\displaystyle {\mathsf {2WTe_{2}+7O_{2}\ {\xrightarrow {650-700^{o}C}}\ 2WO_{3}+4TeO_{2}}}}